# Newtown (Pennsylvania)
Newtown  è una borough degli Stati Uniti d'America, nella contea di Bucks nello Stato della Pennsylvania. Secondo il censimento del 2010 la popolazione è di 2.248 abitanti.

## Società

### Evoluzione demografica
La composizione etnica vede una maggioranza di quella bianca (96,6%), seguita dagli asiatici (1,4%) dati del 2010.
| borough di Newtown Popolazione |       |
| 2000                           | 2.312 |
| 2010                           | 2.248 |